# Danny Ávila

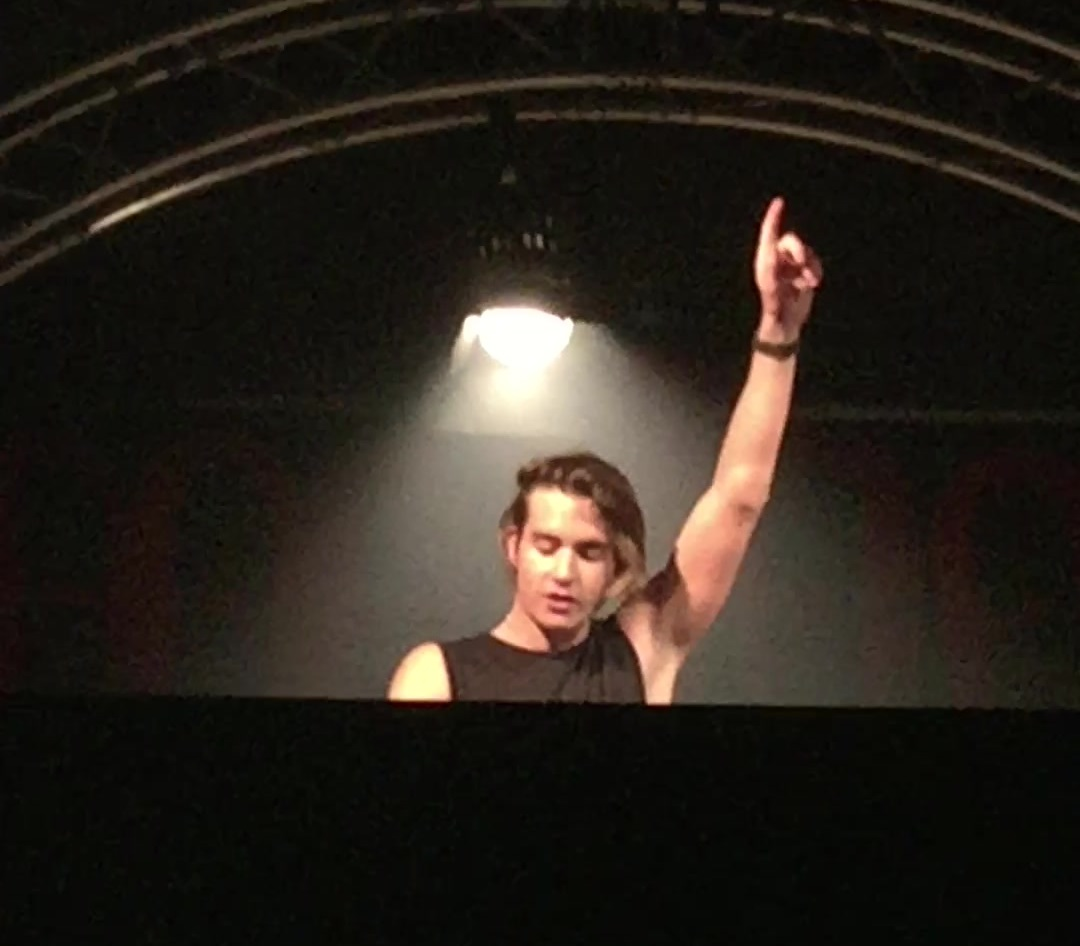
Danny Ávila beim Airbeat One 2016

Danny Ávila (* 1. April 1995 in Madrid) ist ein spanischer DJ im Bereich House und Electro-House. Er machte insbesondere durch seine frühen Auftritte auf großen Musikfestivals sowie durch seine Single Tronco auf sich aufmerksam.

## Karriere
Danny Ávila spielte sein erstes Liveset in einem spanischen Club namens Kapital im Jahr 2010. Im Jahr 2011 wurde er bei den Vicious Music Awards als „bester Newcomer DJ“ ausgezeichnet. Nachdem er einige Erfahrung beim Auflegen gesammelt hatte, wurde er Resident-DJ des Sommers 2012 im Beach Club Blue Marlin auf Ibiza. 
Im September 2012 nahm er an der Generation Wild Tour, mit Deniz Koyu, Mikael Weermets, Sick Individuals und dBerrie teil. Aufgrund der guten Resonanz wurde er für das Ultra Music Festival 2013 in Miami gebucht. Des Weiteren erschien im November 2012 seine Debüt-Single Breaking Your Fall über „Big Beat Records“. Bereits diese enthält starken Einfluss seines späteren House-Stils, wobei diese noch weniger durch aggressive Beats, sondern viel mehr auch durch Elemente des Progressive-House ausgezeichnet ist. Avila erhielt starkes positives Feedback für den Track und wurde insbesondere für die Qualität des Liedes gelobt. Im weiteren Verlauf des Jahres erhielt er starken Support des Radiosenders „BigCityBeats“. Kurz darauf startete er ebenfalls seine Podcast-Serie Ready to Jump.
Nach seinem erfolgreichen Auftritt beim Ultra Music Festival 2013 unterzeichnete er einen Vertrag mit dem MGM in Las Vegas und wurde der jüngste Resident-DJ im Hakkasan-Club. Dort trat er mit Künstlern wie Steve Aoki, Laidback Luke, Deadmau5, Tommy Trash, Tiësto und Calvin Harris auf. Das Billboard Magazin bezeichnete ihn daraufhin als „one to watch“. Im März 2013 legte er beim Energy-Festival 2013 im niederländischen Ziggo Dome auf. Dort spielte er neben den Liedern bekannter Produzenten auch eine Auswahl seiner eigenen, kommenden Liedern.
Parallel zeigte auch das niederländische Erfolgslabel „Spinnin’ Records“ Interesse und bot ihm einen Plattenvertrag an. Avila nahm das Angebot an und am 7. Juli 2013 veröffentlichte er seinen Track Voltage, der stark von dem derzeit sehr beliebten Big-Room-House geprägt wurde. Nur einen Monat später legte er mit Tronco über Tiëstos Label „Musical Freedom“ nach. Tronco gewann schnell an Popularität und konnte auch in den Beatport-Charts bis auf Platz 18 vorrücken, in den Genre-Charts erreichte er sogar die Top-5. Des Weiteren wurde der Track von DJ-Größen wie Dimitri Vegas & Like Mike, W&W oder Showtek supportet. In Großbritannien war er unter anderem beim Ministry-of-Sound-Festival sowie beim BBC-Radio zu hören.
Später im Jahre 2013 erschienen auch die Electro-House-Tracks Rasta Funk und Poseidon, welche ihm weitere Platzierungen in den Beatport-Charts brachten. Er tourte durch ganz Europa und legte in zahlreichen Clubs sowie auf mehreren Festivals auf. Heraus stechen insbesondere seine Sets beim Nature One in Deutschland sowie Mayday in Polen. Zudem erhielt er Gastauftritte in Podcast-Folgen anderer bekannter DJs und wurde gemeinsam mit Calvin Harris und Tiësto ausgewählt um den Essential Mix des Jahres 2013 zu produzieren, in dem in einer zweistündigen Radio-Show die besten Dance-Tracks des Jahres gespielt werden.

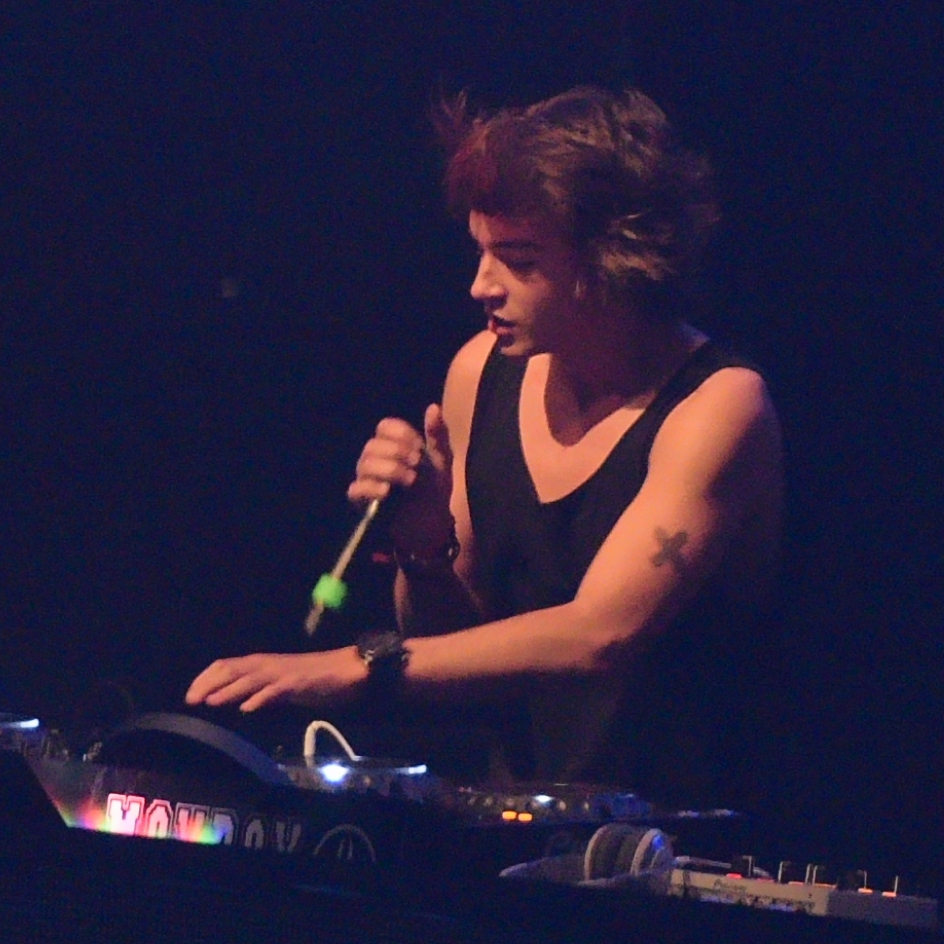
Danny Avila bei der Mayday 2015

In das Jahr 2014 startete Danny Avila mit der Single Rock the Place. Der Track entstand in Zusammenarbeit mit dem DJ-Duo Twoloud, das lange Zeit als eine Zusammenarbeit zwischen Hardwell und Tiësto vermutet wurde. Jedoch stellte sich heraus, dass sich die deutschen Musiker Manian und D-Style dahinter verbergen. Rock the Place wurde ein Erfolg. Sie erreichten zum einen eine Platzierung in den Beatport-Charts sowie zahlreiche positive Reviews, in denen unter anderem die Variation zwischen Progressive- und Electro-House sowie die Melodie der Lead gelobt wurde. Im November 2014 erschien eine Kollaboration mit dem französischen Produzenten Merzo, der insbesondere für seine Remakes und Bootlegs bekannt ist. Der Titel trug den Namen Boom! und ließ sich in den Bereich des Big-Rooms einordnen.
Gemeinsam mit Milk & Sugar, Paul van Dyk, Robin Schulz, R3hab, Kenneth G und Brennan Heart eröffnete er das Jahr 2015 im sogenannten „Energy Mastermix“ für das NRJ-Radio. Einen Monat später legte er in einem weiteren Mastermix für Energy in Zusammenarbeit mit Timmy Trumpet, Laidback Luke und Blasterjaxx nach. Im gesamten Jahr folgten mehrere dieser Sorte. Im Mai 2015 veröffentlichte er die Single Plastik über „Playbox“. Vom 5. bis zum 7. Juni 2015 fand in Frankfurt der BigCityBeats World Club Dome 2015 statt, zwar legte er dort nicht, wie im Vorjahr auf, aber er wurde dort neben Kygo, Martin Garrix und Julian Jordan als einer der Nachwuchs-DJs mit den meisten Chancen auf zukünftigen Erfolg ausgewählt. Durch die Übertragung durchs Fernsehen erreichte das Lied Tronco neues Aufsehen und erreichte schlagartig hohe Platzierungen in den deutschen iTunes-Charts. Ebenfalls über „Playbox“ erschien Anfang August 2015 das Lied Close Your Eyes, eine Zusammenarbeit mit dem schwedischen DJ und Produzenten Kazee als Single. Hierbei handelt es sich um einen Progressive-House-Track.
Nachdem er sich vorerst auf seine Tour konzentriert hatte, veröffentlichte Avila 2017 das Lied High, das in Zusammenarbeit mit der Sängerin Haliene entstand. Hierbei, sowie auch bei seinem erfolgreichen Remix zu Gavin James’ I Don’t Know Why ließ er sich von den zu der Zeit beliebten Klängen des Tropical-House, sowie des Future-Bass beeinflussen. Im Herbst des Jahres veröffentlichte er den Big-Room-Track Loco, der sich letzten Endes als eine Kollaboration mit dem DJ-Duo Nervo entpuppte. Ebenfalls beteiligte sich Hip-Hoperin Reverie an dem Song.

## Diskografie

### Kompilationen
- 2012: Danny Avila’s Big Room Mix

### Singles
- 2012: Breaking Your Fall
- 2013: Voltage
- 2013: Tronco
- 2013: Rasta Funk
- 2013: Poseidon
- 2014: Rock the Place (vs. twoloud)
- 2014: BOOM! (mit Merzo)
- 2015: Plastik
- 2015: Close Your Eyes (mit Kaaze)
- 2015: Cream (mit Tujamo)[6]
- 2015: C.H.E.C.K.
- 2016: High (feat. Haliene)
- 2017: LOCO (mit Nervo feat. Reverie)
- 2018: Too Good to Be True (mit The Vamps feat. Machine Gun Kelly)
- 2018: Brah
- 2018: Dreams
- 2018: End of the Night
- 2019: Fat Beat (mit Will Sparks)
- 2019: Thinking About You
- 2019: Keep It Goin’ (mit Deorro)
- 2019: Save You (No Advice) (feat. Famous Dex & X-Nilo)
- 2019: Good Times
- 2019: Bass Down Low
- 2019: Hard2Love

### Remixe
- 2011: Germán Brigante – Tiki Taka (DJ Mind & Danny Avila Remix)
- 2012: M.A.N.D.Y. & Booka Shade – Body Language (Danny Avila Bootleg)
- 2013: Skylar Grey – C’mon Let Me Ride (Mikael Weermets & Danny Avila’s Trapstep Remix)
- 2013: Krewella – Live for the Night (Deniz Koyu & Danny Avila Remix)
- 2014: Stromae – Tous les mêmes (Lucas Divino, Andres Chevalle & Danny Avila Dirty Dutch Remix)
- 2016: Zara Larsson & MNEK – Never Forget You (Danny Avila Bootleg)
- 2017: Gavin James – I Don’t Know Why (Danny Avila Remix)
- 2019: Aaron Smith feat. Luvli – Dancin’ (Danny Avila & Jumpa Remix)